# Зоури, Армель
Армель Жуниор Зоури (фр. Armel Junior Zohouri; род. 5 апреля 2001, Диво, Го-Джибуа) — ивуарийский футболист, защитник клуба «Шериф».

## Карьера

### «Лозанна»
Выступал на родине в ивуарийском клубе «Абиджан». В сентябре 2020 года футболист на правах арендного соглашения через французский клуб «Ницца» стал игроком швейцарского клуба «Лозанна». Дебютировал за клуб 25 ноября 2020 года в матче против «Базеля», выйдя на замену на 80 минуте. Почти весь сезон футболист пропустил из-за травмы, сыграв за клуб лишь в 5 матчах в рамках швейцарского чемпионата.
По окончании срока арендного соглашения в июле 2021 года футболист на постоянной основе был выкуплен швейцарским клубом. Первый матч в новом сезоне футболист сыграл 24 июля 2021 года в матче против клуба «Санкт-Галлен», выйдя на поле в стартовом составе и отличившись первой результативной передачей. На протяжении сезона футболист был одним из ключевых игроков клуба. Закончил сезон на последнем итоговом месте и вместе с клубом вылетел в Челлендж-лигу.

### «Шериф»
В августе 2022 года футболист перешёл в молдавский клуб «Шериф». Дебютировал за клуб 3 сентября 2022 года в матче против клуба «Дачия-Буюкань», выйдя на поле в стартовом составе. В сентябре 2022 года футболист вместе с клубом отправился на матч группового этапа Лиги Европы УЕФА. Дебютный матч в рамках еврокубкового турнира сыграл 8 сентября 2022 года против никосийской «Омонии». Футболист сразу же стал одним из ключевых игроков клуба. По итогу группового этапа Лиги Европы УЕФА, где футболист также сыграл против английского «Манчестер Юнайтед» и испанского «Реал Сосьедада», занял третье место и выбыл в плей-офф Лиги конференций УЕФА. В рамках раунда плей-офф Лиги конференций УЕФА победил сербский «Партизан» и вышел в 1/8 финала, где по сумме матчей уступили французской «Ницце». Дебютный гол за клуб забил 15 апреля 2023 года в матче против клуба «Милсами».  Вместе с клубом стал победителем молдавской Суперлиги. Также вместе с клубом стал обладателем Кубка Молдовы, в финале 28 мая 2023 года в серии пенальти обыграв клуб «Бэлць».
В июле 2023 года футболист вместе с клубом отправился на квалификационные матчи Лиги чемпионов УЕФА. Первый матч сыграл 12 июля 2023 года против румынского «Фарула», выйдя на поле в стартовом составе. В рамках второго квалификационного раунда футболист вместе с клубом уступил израильскому клубу «Маккаби» Хайфа по сумме матчей и выбыл в Лигу Европы УЕФА. В матче третьего квалификационного раунда Лигу Европы УЕФА 10 августа 2023 года против белорусского БАТЭ футболист отличился результативной передачей. Первый матч в молдавской Суперлиге сыграл 13 августа 2023 года против клуба «Спартаний». Вместе с клубом вышел в групповой этап Лиги Европы УЕФА, победив в рамках квалификаций белорусский БАТЭ и фарерский «КИ Клаксвик», где против второго 31 августа 2023 года отличился своим первым забитым голом в сезоне. Первый матч в групповом этапе Лиги Европы УЕФА сыграл 21 сентября 2023 года против итальянской «Ромы». По итогу группового этапа Лиги Европы УЕФА футболист вместе с клубом занял итоговое последнее место и завершил своё выступление на еврокубковом турнире.

## Международная карьера
В марте 2023 года футболист получил вызов в молодёжную сборную Кот-д’Ивуара до 23 лет. Дебютировал за сборную 22 марта 2023 года в товарищеском матче против сборной Марокко.

## Достижения
«Шериф»
- Чемпион Молдавии: 2022/23
- Обладатель Кубка Молдавии: 2022/23